# Zawiesista Turnia

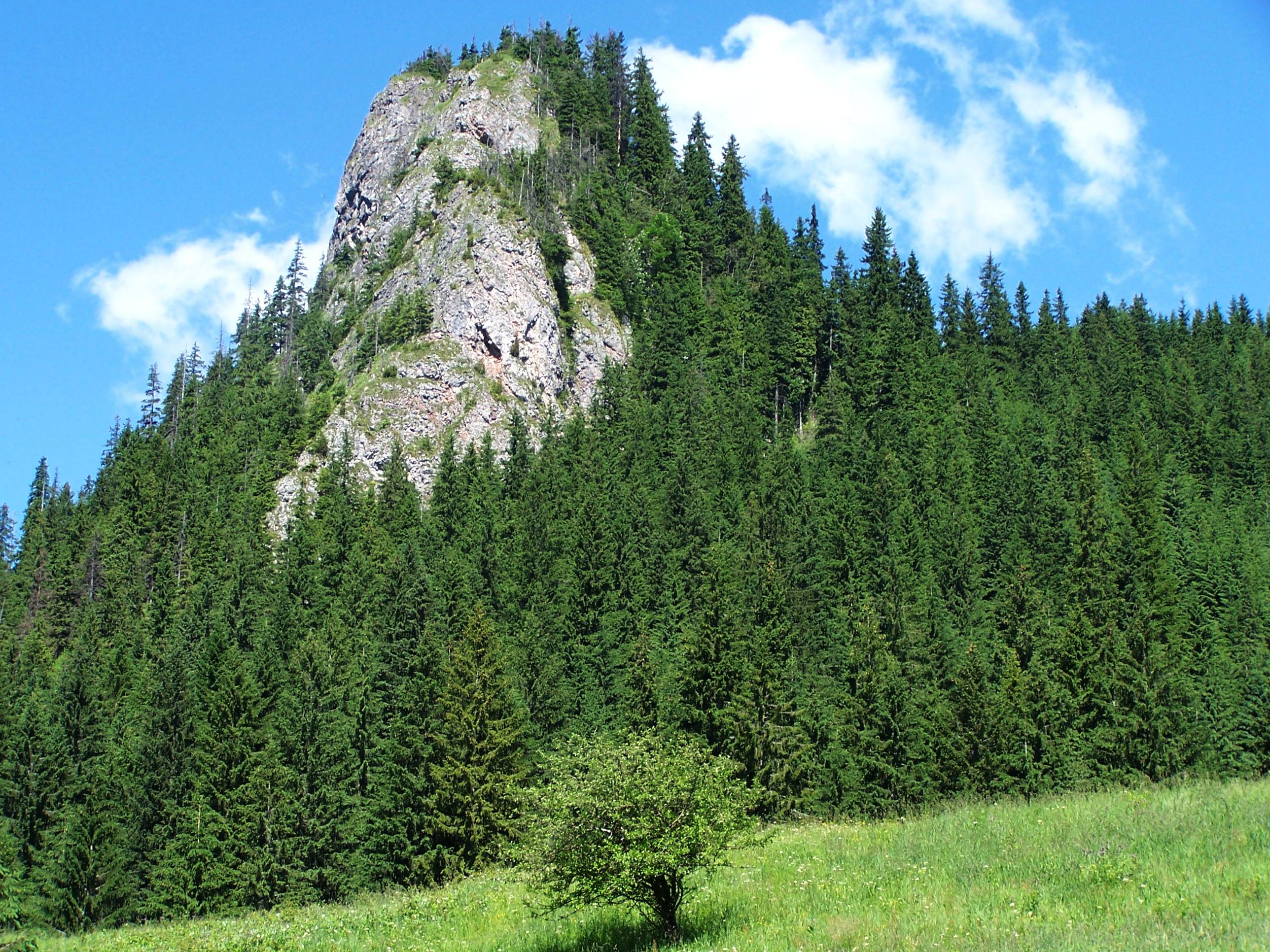
Zawiesista Turnia

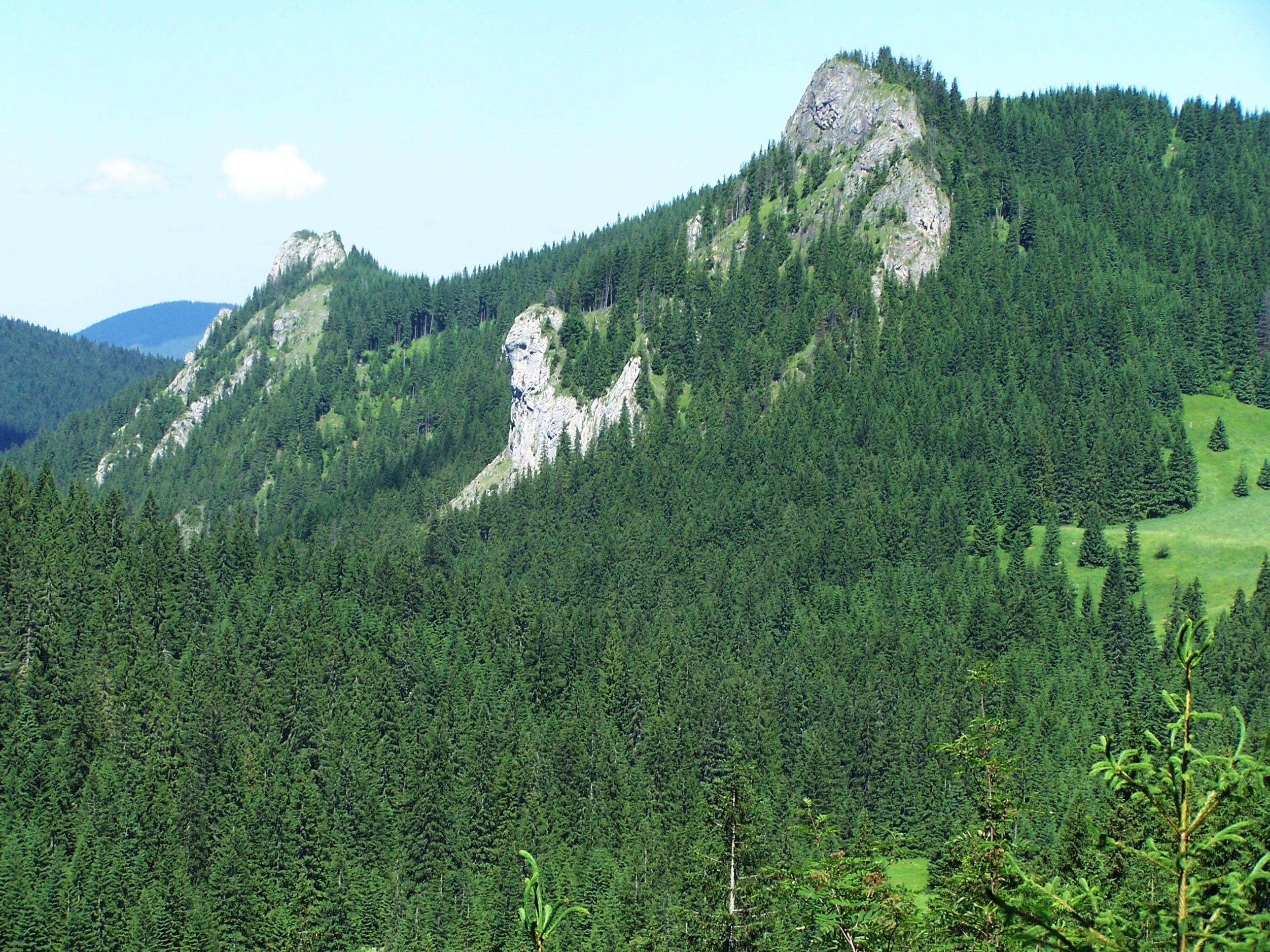
Od lewej: Kończysta Turnia, Niżnia Zawiesista Turnia i Zawiesista Turnia

Zawiesista Turnia (1296 m) – turnia wznosząca się w północnych zboczach Doliny Miętusiej (odgałęzienie Doliny Kościeliskiej) w Tatrach Zachodnich. Znajduje się w południowej grani Czerwonego Gronika, oddzielona od niego przełączką Siodło za Zawiesistą (ok. 1260 m). Zbudowana jest ze skał wapiennych.
W 1905 r. Towarzystwo Tatrzańskie przemianowało ją na Turnię Eljasza na cześć zmarłego w tym roku, zasłużonego dla Tatr Walerego Eljasza-Radzikowskiego. Obydwie nazwy były przez jakiś czas w użyciu. Później jednak uznano, że nadawanie szczytom i turniom nazw pochodzących od nazwisk jest nieprawidłowe i stosowano nazwę Zawiesista Turnia. Górale jednak nazywali Zawiesistą nie samą turnię, ale wybrzuszoną ponad lasem, niższą od niej formację skalną. Na mapach WIG w skali 1:10 000 nazwana ona została Małą Zawiesistą Turnią, na niektórych mapach jest opisana jako Niżnia Zawiesista Turnia z kotą 1181 m. Właściwą Zawiesistą Turnię górale nazywali Zadnią Kończystą.
Strome ściany Zawiesistej Turni wznoszą się ponad lasem tuż poniżej Miętusiej Polany (w jej części zwanej Ogonem). Jest doskonale widoczna z Przysłopu Miętusiego. Widoczny jest też doskonale pionowy, długi otwór jaskini Szczelina Przysłopczańska. Znajdują się tu też: Jaskinia Barłogowa i Dziura za Smrekiem w Zawiesistej. Jedynym miejscem, z którego można bez trudności wejść na Zawiesistą Turnię to Siodło za Zawiesistą, wejście z każdej innej strony to już wspinaczka. Na południową stronę opada z niej 100 m wysokości „Czerwony Filar”. Pierwsze przejście nim (zimowe): Marek Rutkowski, Andrzej Szyszka 30 grudnia 1977 (według ich oceny II-IV stopień w skali trudności UIAA).
Szlaki turystyczne
 najbliżej turni przebiega czarny szlak, tzw. Ścieżka nad Reglami. Czas przejścia z Przysłopu Miętusiego do Doliny Kościeliskiej: 40 min, ↑ 50 min